# Селезнёв, Григорий Романович
Григорий Романович Селезнёв (род. 28 января 2002, Тамбов) — российский хоккеист, нападающий.

## Биография
На детско-юношеском уровне играл в клубах «Тамбов» (до 2014), «Химик» Воскресенск (2014—2018), «СКА-Варяги» (2018—2019), «Атлант» (2019). В сезонах 2019/20 — 2021/22 играл за команду МХЛ МХК «Атлант». 30 августа 2022 года перешёл в команду ВХЛ «Ижсталь». 27 ноября 2023 года в рамках договора о сотрудничестве между клубами перешёл в нижнекамский «Нефтехимик». На следующий день в домашнем матче против «Металлурга» (3:4 Б) дебютировал в КХЛ.
Младший брат Александр (род. 2003) также играл в хоккей.